# 자기애
자기애( Self-love )는 '자기를 사랑함' 또는 '자신의 행복 또는 이익에 대하여'라는 의미로 기본적인 인간의 필요를 개념화하는 용어로 사용된다.  또한 도덕적 결함이라는 의미로 공허와 이기적으로도 쓰이고, 아모르 프로프레와 동의로 자만심, 이기심, 나르시시즘의 뜻으로도 쓰인다.  하지만, 여러 세기 동안, 자기 사랑은 보다 더 긍정적인 의미를 함축하며, 프라이드 퍼레이드, 자아 존중 운동, 자기 사랑 저항운동, 히피 시대, 뉴에이지 페미니스트 운동 뿐만 아니라, 정신 건강 인식을 늘리기 위해 자조에 내면적이고, 약물 중독과 자살을 예방하기 위해 봉사그룹에도 사용되고 있다.

## 여러 관점
공자는 사회가 자기보다 더 상위적 가치가 있다고 본다.
불교에서는 자기에 대한 욕망이 모든 악의 뿌리라고 본다.
키케로는 경쟁자가 없이 자기 자신만을 사랑하는 자들은 실패로 끝날 운명에 처한다고 보았다.
아리스토텔레스는 니코마코스 윤리학에서 자신을 사랑하는 것이 끝없이 개인의 이득을 추구하는 것은 악하지만, 덕의 원칙들을 얻기 위해 자신을 사랑하는 것은 최고의 선이라고 하였다. 하지만, 전자의 것이 후자의 것보다 더 흔하다고 보았다.
예수는 하나님을 사랑하는 것이 우선이며, 이웃을 자기와 같이 사랑하라고 명했다.
에리히 프롬은 자신을 사랑하는 것은 교만한 것과 다르며, 자기 자신을 보살피는 것과 자기 자신에 대해 책임을 지는 것은 다르다고 말했다.  그는 자기사랑을 보다 긍정적인 면으로 재평가하며 자신을 존중하고, 자신을 아는 것(자신의 장단점에 대하여 현실적이고 정직한 것)이 진실로 자신을 사랑하는 것으로 보았다.

## 같이 보기
- 자아중심주의
- 에로스 (개념)
- 오만 (자기애)
- 개인주의
- 자아실현
- 자의식
- 자아개념